# (3173) McNaught
(3173) McNaught – planetoida z pasa głównego asteroid okrążająca Słońce w ciągu 3 lat i 100 dni w średniej odległości 2,2 au. Została odkryta 24 listopada 1981 roku w Lowell Observatory w Flagstaff przez Edwarda Bowella. Nazwa planetoidy pochodzi od Roberta McNaughta (ur. 1956), australijskiego astronoma. Przed nadaniem nazwy planetoida nosiła oznaczenie tymczasowe (3173) 1981 WY.